# لیسبون (فلوریدا)
لیسبون (به انگلیسی: Lisbon) یک منطقهٔ مسکونی در ایالات متحده آمریکا است که در شهرستان لیک، فلوریدا واقع شده‌است. لیسبون ۵٫۲ کیلومتر مربع مساحت و ۲۷۳ نفر جمعیت دارد و ۲۱ متر بالاتر از سطح دریا واقع شده‌است.